# Arrondissement di Anversa
L'arrondissement di Anversa (in olandese Arrondissement Antwerpen, in francese Arrondissement d'Anvers) è una suddivisione amministrativa belga, situata nella provincia di Anversa e nella regione delle Fiandre.

## Composizione
L'arrondissement di Anversa raggruppa 30 comuni:
- Aartselaar
- Anversa
- Boechout
- Boom
- Borsbeek
- Brasschaat
- Brecht
- Edegem
- Essen
- Hemiksem
- Hove
- Kalmthout
- Kapellen
- Kontich
- Lint
- Malle
- Mortsel
- Niel
- Ranst
- Rumst
- Schelle
- Schilde
- Schoten
- Stabroek
- Wijnegem
- Wommelgem
- Wuustwezel
- Zandhoven
- Zoersel
- Zwijndrecht

## Società

### Evoluzione demografica
Abitanti censiti
- Fonte dati INS - fino al 1970: 31 dicembre; dal 1980: 1º gennaio